# Cynodonty
Cynodonty (Cynodontia) – grupa synapsydów z rzędu terapsydów, z których prawdopodobnie wywodzą się ssaki; jeśli cynodonty uznaje się za grupę monofiletyczną, należy do nich zaliczyć także klad Mammaliaformes, obejmujący m.in. ssaki. Cynodonty pojawiły się w końcowym permie. Większość cynodontów nienależących do Mammaliaformes wymarła w końcu triasu. Iktidozaury żyły jeszcze we wczesnej jurze, a cynodonty z rodziny Tritylodontidae przetrwały do wczesnej kredy. Cynodonty nienależące do ssaków występowały na całym świecie z wyjątkiem Australii.

## Cechy
- wielkości psa,
- sierść,
- silnie zróżnicowane uzębienie, typowe dla zwierząt roślinożernych i drapieżnych,
- wysoka i długa czaszka,
- przypuszczalnie stałocieplne,
- wtórne podniebienie kostne,
- nogi częściowo wsunięte pod tułów.

## Przedstawiciele
- Cynognathus – w triasie, długość 1,5 m
- Procynosuchus – w permie, długość 0,6 m
- Thrinaxodon – w triasie, długość 0,5 m
- Oligokyphus – w triasie i jurze, długość 0,5 m

## Rodziny i rodzaje
Cynodontia
- Cynognathidae
  - Cynognat
  - Trinaksodon
- Tritylodontidae
  - Oligokifus
- Procynosuchidae
  - Procynozuch

## Galeria

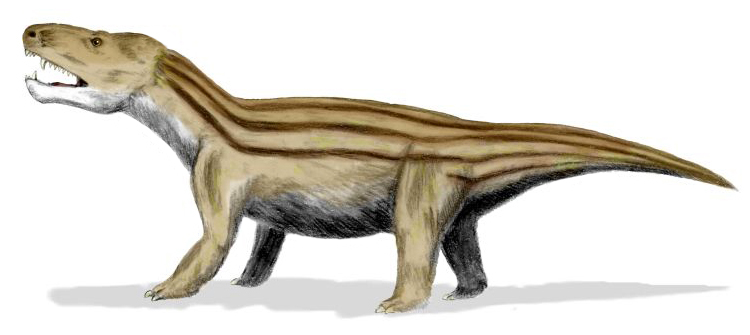
Cynognathus
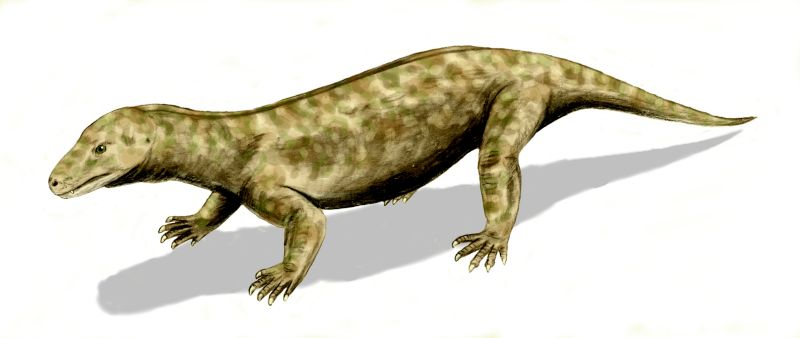
Procynosuchus delaharpeae
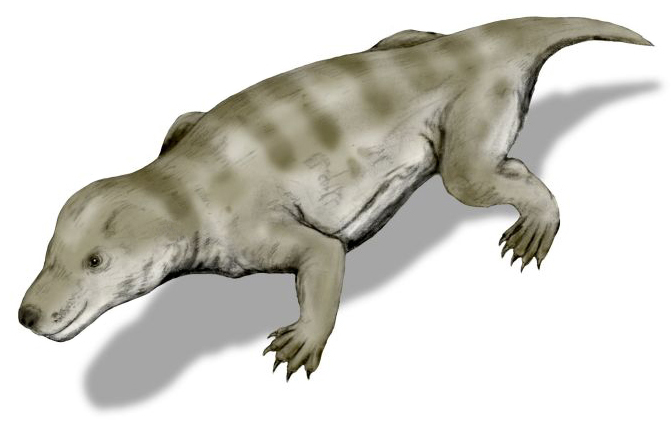
Thrinaxodon liorhinus
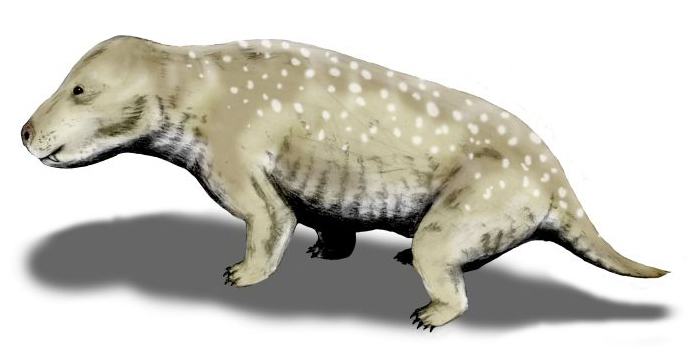
Exaeretodon
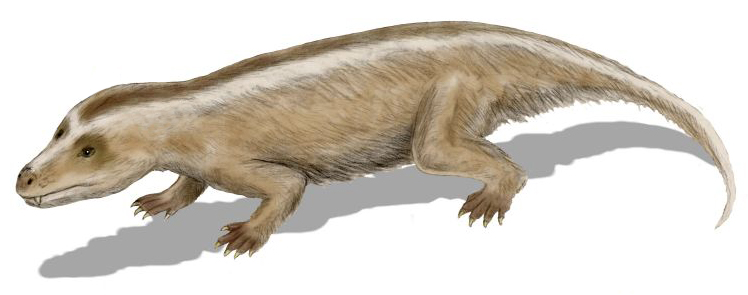
Tritylodon
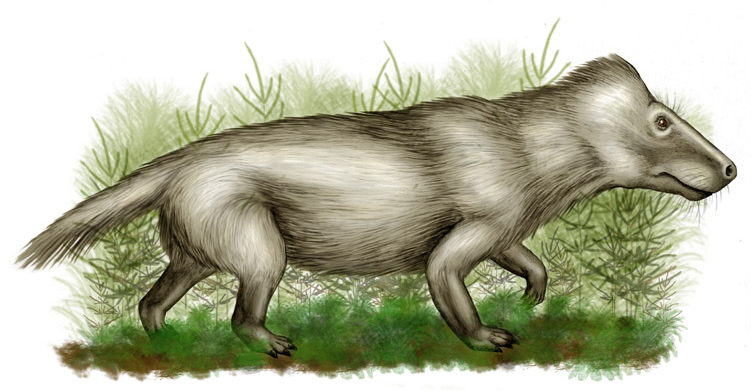
Diademodon sp.